# Parafia św. Mikołaja w Saint-Louis
Parafia św. Mikołaja – prawosławna parafia w Saint-Louis, w eparchii chersoneskiej Rosyjskiego Kościoła Prawosławnego.
Parafia powstała w 1935 r. W latach 1999–2014 należała do Zachodnioeuropejskiego Egzarchatu Parafii Rosyjskich Patriarchatu Konstantynopolitańskiego, następnie przeszła pod jurysdykcję Patriarchatu Moskiewskiego.
Parafia jest blisko związana ze stowarzyszeniem rosyjsko-szwajcarskim z siedzibą w Bazylei, gdzie początkowo również mieściła się jej siedziba. Większość parafian jest narodowości rosyjskiej, w mniejszości należą do niej Ukraińcy, Mołdawianie, Niemcy, Francuzi oraz Szwajcarzy. Parafia zachowuje w pełni tradycję prawosławia rosyjskiego, używając kalendarza juliańskiego i języka cerkiewnosłowiańskiego w liturgii. W cerkwi parafialnej znajdują się relikwie świętych nowomęczennic wielkiej księżnej Elżbiety i zakonnicy Warwary Jakowlewej. 
Przy parafii działa rosyjskojęzyczna biblioteka. 